# Umberto Bottazzini
Umberto Bottazzini (1947) é um historiador da matemática italiano. É professor de história da matemática e fundamentos da matemática da Universidade de Milão.
Bottazzini estudou dentre outros o desenvolvimento da análise matemática no século XIX, centrando suas pesquisas principalmente sobre Bernhard Riemann e Karl Weierstrass.
Bottazzini é desde 1993 membro correspondente da International Academy for the History of Sciences. Em 2002 foi palestrante convidado (Invited Speaker) do Congresso Internacional de Matemáticos em Pequim (Algebraic truths vs. geometric fantasies: Weierstrass´ response to Riemann). É membro da American Mathematical Society. 

## Obras
- com Elena Anne Marchisotto, Patrizia Miller: Hilberts Flute – the History of Modern Mathematics, Springer 2006, ISBN 0387986952, italiano 2003
- com Amy Dalhan Dalmedico (Ed.): Changing Images of Mathematics – From the French Revolution to the New Millennium, Routledge 2001
- The Higher Calculus. A History of Real and Complex Analysis from Euler to Weierstrass, Springer 1981, 1986, italiano Il calcolo sublime, Boringhieri 1981
- com Edoardo Boncinelli La serva padrona. Fascino e potere della matematica, Milão, Cortina 2000
- Die Theorie der komplexen Funktionen 1780-1900, in Hans Niels Jahnke (Ed.) Geschichte der Analysis, Spektrum Verlag, 1999, p. 267-328